# ベアトリチェ・カスラル
ベアトリチェ・カスラル＝コアダ（ルーマニア語: Beatrice Căslaru-Coadă、1975年8月20日 - ）は、ルーマニアの元競泳選手。種目は個人メドレー。ニックネームはビキ (Biki) 。
競泳選手のディアナ・モカヌやカメリア・ポテクと同じブライラの出身。1991年にギリシャのアテネで開かれたヨーロッパ水泳選手権で国際デビューした。1996年アトランタオリンピックの3種目で出場し、次の2000年シドニーオリンピックでは銀メダルと銅メダルをそれぞれ1個獲得した。